# Dentex maroccanus
Dentex maroccanus és un peix teleosti de la família dels espàrids i de l'ordre dels perciformes.

## Morfologia
Pot arribar als 45 cm de llargària total.

## Distribució geogràfica
Es troba a les costes de l'Atlàntic oriental (des de la Mar Cantàbrica i el sud-oest de la Mediterrània fins a l'Estret de Gibraltar i el golf de Guinea).